# Оксфорд
О́ксфорд (англ. Oxford) — місто у Великій Британії, столиця графства Оксфордшир. Відоме завдяки одному з найстарших у Європі вищих навчальних закладів — Оксфордському університету.
Населення — 162,100 (2021).

## Історія

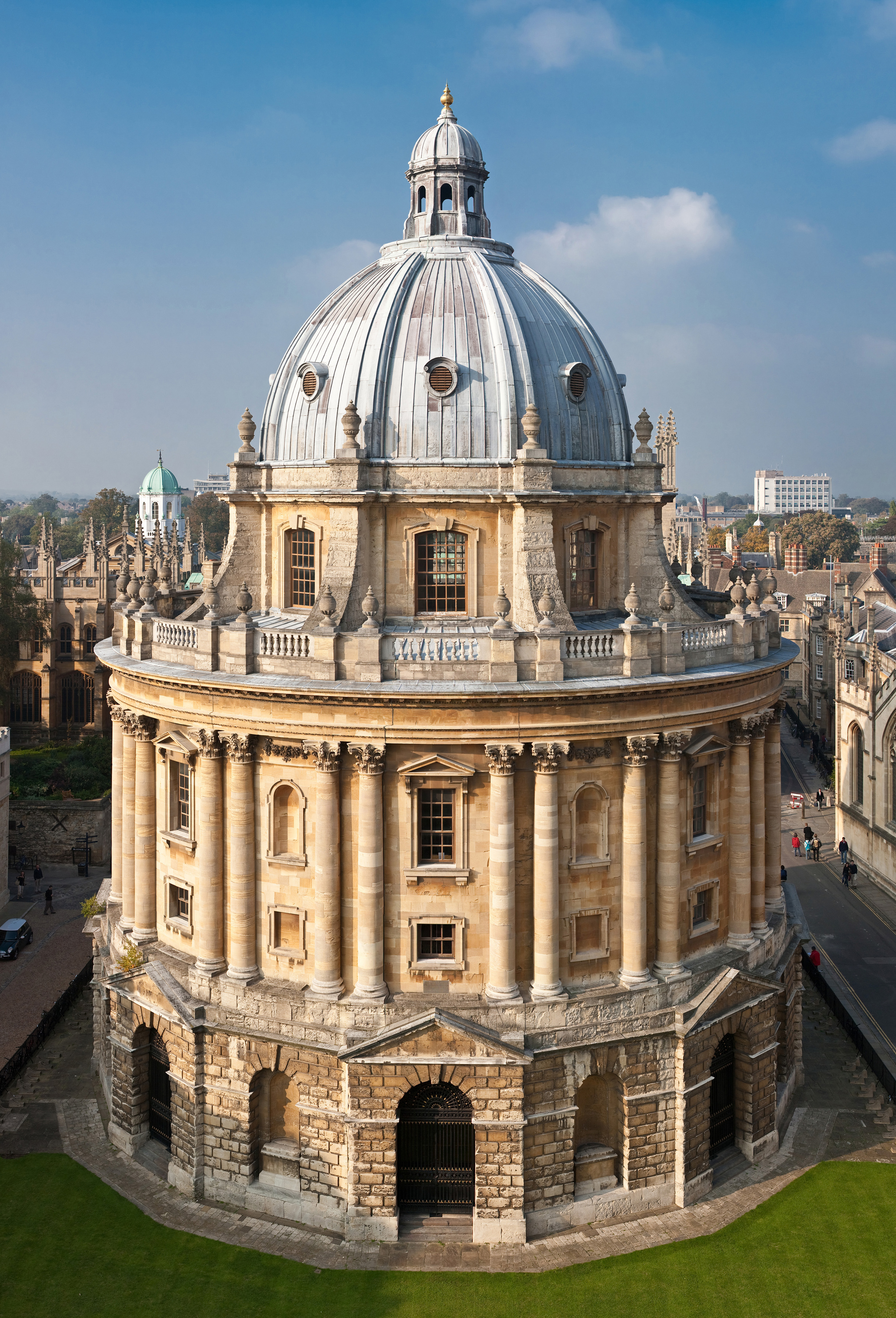
Редкліфське склепіння

Згідно з англосаксонськими хроніками в 912 році король Едуард Старший отримав у володіння місто, що отримало сучасну назву Оксфорд (від Форд фор Оксен, що з англійської означає «брід для биків» через Темзу). У 1113 році в Англії було вирішено створити університет, у якому священнослужителі мали отримувати ґрунтовнішу освіту, ніж могли до того часу. Вибір впав на Оксфорд, як одне із найбільших міст того часу. В цьому місті відомі викладачі навчали у церквах, або читали лекції перед великою аудиторією з найшанованіших та наймудріших служителів Церкви того часу.
Справжнім університетським містом Оксфорд став за Генріха II. До громадянської війни 1642—1646 Оксфорд був резиденцією та штаб-квартирою королівського двору. У 1950 році Оксфорд втратив дозвіл на посилання свого представника до парламенту, яким володів з 1603 року.

## Транспорт та промисловість
Оксфорд розміщений за 90 км на північний захід від Лондона і за 110 км на південний схід від Бірмінгема. Автомагістраль M40, що зв'язує Лондон і Бірмінгем, проходить за 10 км від Оксфорда. Також через місто проходять траси A34, A40 і A420, що з'єднують Оксфорд з найбільшими містами Англії і Уельсу.
Залізничне сполучення пов'язує станцію Оксфорд з Лондоном (вокзал Паддінгтон), Борнмутом, Вустером, Бірмінгемом, Ковентрі.
У 1967 було закрито рух по Varsity Line, що з'єднувала Оксфорд з іншим найстарішим університетським містом Великої Британії — Кембриджем. Нині діє лише невелика гілка цієї лінії від Оксфорда до Бістера (англ. Bicester). У 2006 році почалися роботи з відновлення залізничного сполучення з Кембриджем.
Оксфордське передмістя Каулі (en: Cowley, Oxfordshire) відоме своїм автомобільним заводом, що випускав у різний час автомобілі різних марок. Перший автомобіль був зібраний у власному гаражі Вільямом Морісом (англ. William Morris, 1st Viscount Nuffield), який починав свою діяльність в майстерні з ремонту велосипедів. У цьому ж десятилітті заснована ним компанія Морріс Мотор Компані налагодила масове виробництво автомобілів вперше у Великій Британії. У 80-х роках XX століття компанія прийшла в занепад, але на початку XXI століття на її потужностях було налагоджено успішне виробництво автомобілів BMW Mini.

## Відомі люди
- Іоанн I Безземельний (1166—1216) — король Англії з 1199 року та герцог Аквітанії з династії Плантагенетів
- Герберт Прайор (1867—1954) — британський актор кіно
- Міріам Марголіс (* 1941) — англо-австралійська актриса, громадський діяч, офіцер ордену Британської імперії
- Тео Джеймс (* 1984) — британський актор кіно і телебачення.

## Міста побратими
| - Бонн, Німеччина - Гренобль, Франція - Лейден, Нідерланди - León, Нікарагуа | - Умео, Швеція - Саскатун, Канада |

## У літературі
Оксфорд є місцем, в якому розгортаються більшість детективних романів з серії про інспектора Морса британського письменника Коліна Декстера.